# 炭化カルシウム
炭化カルシウム（たんかカルシウム）、別名カルシウムカーバイド (calcium carbide) は、化学式 CaC2 で表される化合物である。灰色がかった白色固体で、主にアセチレンガスの簡便な発生源として利用される。
燃料用に市販されているカルシウムカーバイドは灰白色の塊状固体である。これには不純物としてリン化カルシウムや硫黄などが含まれている。この不純物に由来するホスフィンや硫化水素のため、市販品によって発生したアセチレンはわずかな不快臭を呈する。純粋な炭化カルシウムは無色透明の結晶である。カルシウムイオン(Ca2+)とアセチリドイオン(C22−)で満たされた塩化ナトリウム型の結晶構造をとる。

## 製造

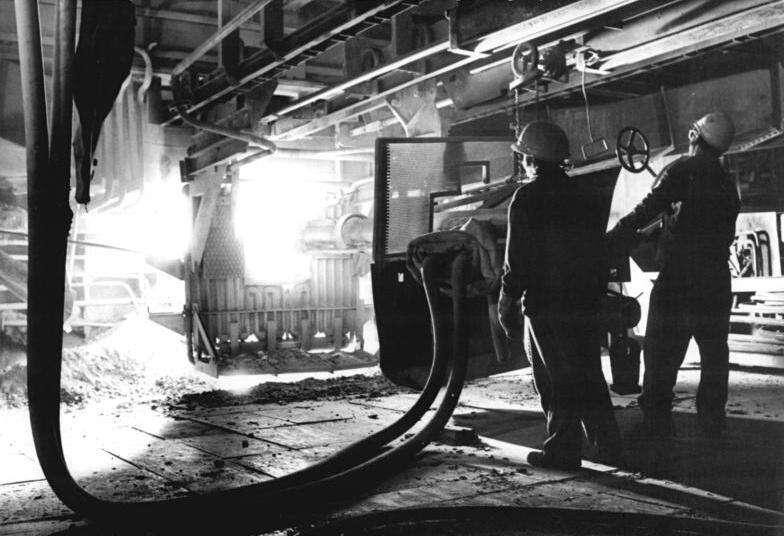
電気炉でカーバイドを生成しているところ

生石灰とコークスの混合物を電気炉で約2000℃に加熱することによって作られる。反応式を以下に示す。
{\displaystyle {\ce {CaO + 3C -> CaC2 + CO}}}
炭化カルシウムの合成には普通の燃料の燃焼では容易に達することができないような高温を必要とするため、グラファイト電極をそなえた電気炉を使って反応を行う。その工業過程は化学分野での産業革命において重要な役割を果たした。19世紀以降、ナイアガラの滝などでの水力発電によって大量の電力が安価に供給されるようになったため、電気炉の大規模な利用が可能になった。

## 用途
炭化カルシウムと水の反応は1862年にフリードリヒ・ヴェーラーによって見出された。1グラムの CaC2 からは370ミリリットルのアセチレンが生成する。
{\displaystyle {\ce {CaC2 + 2 H2O -> C2H2 + Ca(OH)2}}}
この反応は溶解アセチレンの工業的製造に応用されており、近代工業における炭化カルシウムの主な用途のひとつである。また伝統的な照明器具であるアセチレンランプは、炭化カルシウムに水を滴下することによって発生させたアセチレンガスを燃焼させる。
炭化カルシウムは鉄鋼業においても使われ、精錬によって酸素や硫黄などの不純物を取り除く段階で添加される。また、汲み取り式のトイレ用の脱酸化剤としても使われる。
オランダやベルギーの伝統的な遊びである、金属製の筒にカーバイドと水を入れ、発生したガスに点火して大砲のような音をさせる "Carbidschieten" （カーバイド撃ち）や、玩具の大砲（ビッグ・バン・キャノンなど）でも用いられる。
リン化カルシウムと共に、自然性の照明弾に使われる。
また、高温下（約1100°C）で窒素と反応させて、肥料として使われているカルシウムシアナミドの合成にも使われる。窒素分子の強い三重結合を化学的に切断する数少ない方法の一つである。
{\displaystyle {\ce {CaC2 + N2 -> CaCN2 + C}}}

## 日本でのカーバイド製造

三居沢発電所の藤山常一像

1902年（明治35年）、宮城紡績電灯の藤山常一技師長が仙台市郊外の三居沢発電所で、日本で初めてカルシウムカーバイドの製造に成功した。藤山はかねてから電気エネルギーの利用に関心があり、三居沢発電所で発電される電力を利用してカーバイドを製造した後、同年4月に「三居沢カーバイト製造所」が設立された。藤山は三居沢の他に全国4箇所の工場を設立した後、1907年（明治40年）に野口遵とともに日本カーバイド商会を設立している。